# Zakaria Hadraf
Zakaria Hadraf, est un footballeur international marocain né le 12 mars 1990 à El Jadida. Il joue au poste d'ailier gauche.

## Biographie
Avant de s'engager avec le club de sa ville natale le Difaâ d'El Jadida, Hadraf exerçait le métier de commerçant et après avoir passé de toutes les catégories d'âge du club, il se fait démontrer de plus en plus et devient par la suite la première star du club.
Discipliné et doté d'un grand fair-play, Zakaria Hadraf reçoit l'honneur en 2015 de devenir le capitaine de son club formateur Difaâ d'El Jadida. Il reçoit sa première sélection en équipe du Maroc lors de l'année 2013. Il joue deux rencontres face à la Tunisie comptant pour les éliminatoires du championnat d'Afrique des nations 2014. La saison 2016-2017 et à l'âge de 27 ans, Hadraf avec son équipe le Difaâ d'El Jadida sont vice-champion derrière le Wydad de Casablanca le joueur expérimenté était près de rejoindre le Championnat de France de football et précisément au club de Montpellier qui avait un accord de jumelage avec le club d'El Jadida mais finalement le transfert ne se produit pas.
En été 2017, étant libre en fin de contrat, il signe gratuitement avec le Raja Casablanca. Club avec lequel il remporte, la Coupe du Trône au détriment de son ancien club le Difaâ d'El Jadida le match dans lequel il délivre la passe du premier but des verts à Mouhcine Iajour. La même année, Zakaria est sélectionné par Jamal Sellami pour disputer le CHAN 2018 au Maroc après avoir participé aussi au CHAN 2016, Hadraf devint donc le premier joueur ayant disputé trois fois le Championnat d'Afrique des nations de football. 
En 2018 et lors de la finale de cette compétition contre le Nigéria, il inscrit deux buts et permet à la sélection de remporter son premier titre, individuellement, il a été choisi comme meilleur joueur de la rencontre.
En décembre 2018, il s'adjuge le premier titre continental de sa carrière et remporte avec le Raja la coupe de la confédération 2018 avec d'en rajouter un autre en gagnant la Supercoupe d'Afrique 2019 qui s'est déroulée dans la capitale qatarienne Doha.
Le 31 juillet 2022, il fait son retour au Raja Club Athletic.

## Palmarès
Difaâ d'El Jadida (1)
- Coupe du Trône
  - Vainqueur en 2013

 Raja Club Athletic (3)
- Coupe du Trône
  - Vainqueur en 2017
  - Finaliste en 2022.
- Coupe de la confédération
  - Vainqueur en 2018
- Supercoupe d'Afrique
  - Vainqueur en 2019

 RS Berkane (1)
- Coupe de la confédération 
  - Vainqueur en 2020
- Supercoupe de la CAF
  - Finaliste : 2021

 équipe du Maroc A' (2)
- Championnat d'Afrique des nations
  - Vainqueur en 2018 et 2020

### Distinctions individuelles
- Meilleur passeur du Championnat du Maroc en 2018.